# James Blish
James Benjamin Blish (* 23. Mai 1921 in East Orange, New Jersey; † 29. Juli 1975 in Henley-on-Thames) war ein US-amerikanischer Science-Fiction-Autor und -Kritiker.

## Leben und Karriere
Blish studierte Mikrobiologie an der Universität von Columbia.
Er gehörte in New York der Fangruppe The Futurians an, zu der auch Isaac Asimov, Frederik Pohl, Damon Knight und andere SF-Autoren gehörten.
Seine erste Kurzgeschichte veröffentlichte Blish 1940 (Emergency Refueling), der Durchbruch kam jedoch erst in den 1950er Jahren mit seinen herausragenden Kurzgeschichten, darunter Beep (1954) und A Work of Art (1956). Durch die Romanserien Oakie und Pantropy wurde er zu einem der führenden Autoren der 1950er. Er schrieb jedoch auch actionorientierte Romane, etwa Jack of Eagles (1952) und The Warriors of Day (1953).
Sein bekanntestes und für die Science-Fiction-Literatur einflussreichstes Werk ist Cities in Flight (dt.: „Die fliegenden Städte“), eine (spätere) Zusammenfassung der Einzelwerke „They shall have stars“, „A Life for the Stars“, „Earthman Come Home“ (dt.: „Stadt zwischen den Planeten“) und „A Triumph of Time“ alias „A Clash of Cymbals“ (angegeben in der Reihenfolge ihres Handlungszeitraums), die vielfach als Prototyp des Genres der Space Operas genannt wird.
Sein Roman A Case of Conscience von 1958 wurde im folgenden Jahr mit dem Hugo Award ausgezeichnet. Seine späteren Werke waren jedoch, vielleicht auch wegen der okkulten Themen, keine großen Erfolge mehr. In den 1970er Jahren schrieb Blish eher Unterhaltungsliteratur, darunter auch Titel für die Star-Trek-Buchreihe, die in dieser Zeit noch von geringer Qualität war.
Unter dem Pseudonym William Atheling jr. war Blish auch als fähiger Kritiker der SF bekannt. Unter diesem Namen veröffentlichte er The Issue at Hand, eine Anleitung zum Schreiben nicht nur von Science Fiction. 2002 wurde Blish postum in die Science Fiction Hall of Fame aufgenommen.
Seine Grabstätte befindet sich auf dem Holywell Cemetery in Oxford, England.

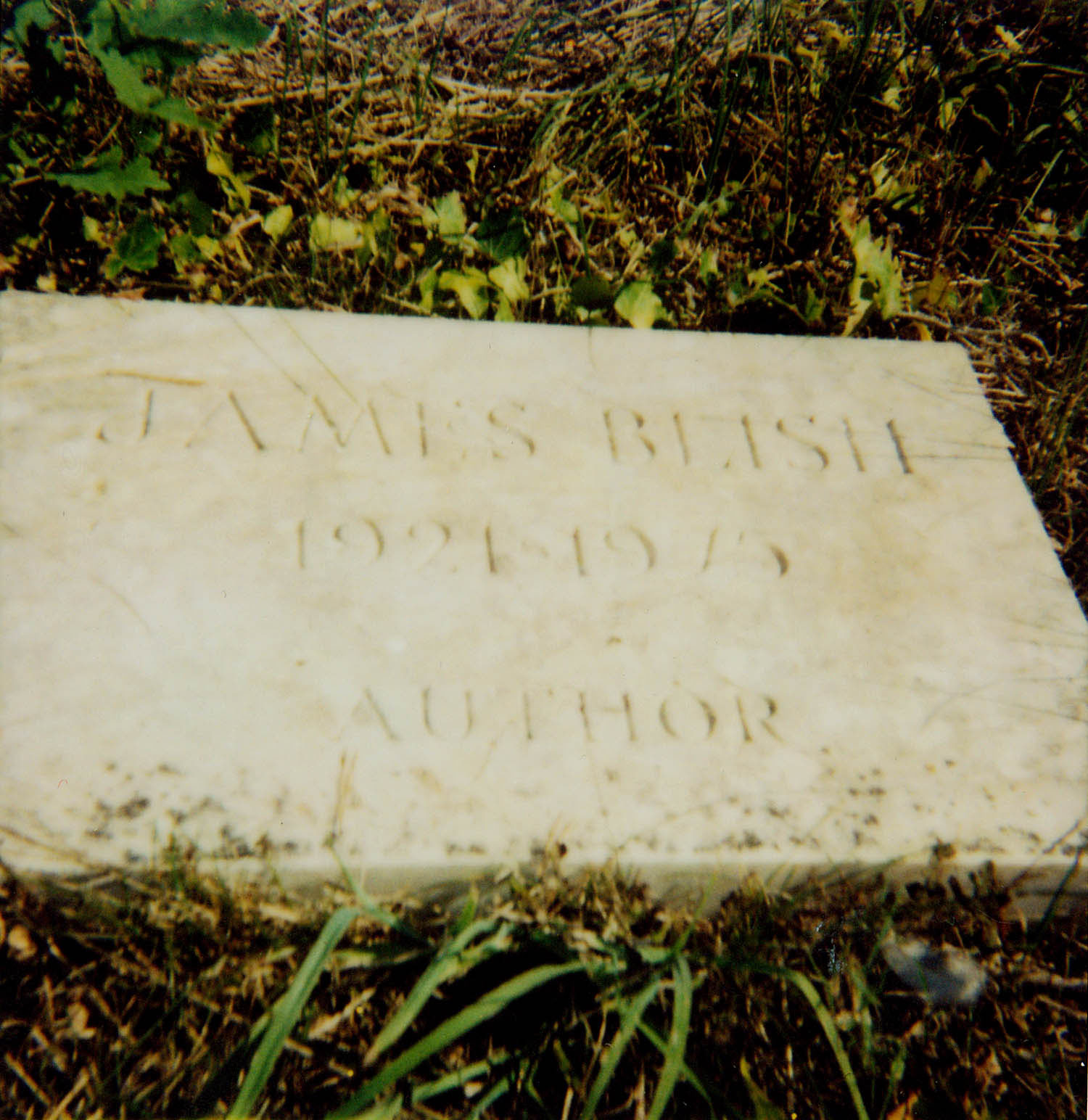
Grabplatte auf dem Friedhof Holywell in Oxford

## Auszeichnungen
- 1959 Hugo Award für A Case of Conscience als bester Roman
- 2002 Science Fiction Hall of Fame in der Kategorie „Posthumous Inductee“
- 2004 Retro Hugo Award 1959 für Earthman, Come Home als bester Kurzroman

## Bibliografie

### Star Trek / Raumschiff Enterprise
Star Trek Original TV Series Adaptations / Enterprise Original-Abenteuer
James Blish schrieb die Star Trek–Romane nach den Drehbüchern zur gleichnamigen Fernsehserie. Da er eine sehr frühe Fassung der Drehbücher verwendete, stimmen Erzählung und Fernsehsendung inhaltlich oft nicht überein.
Die bei Bantam Books erschienenen Bände enthalten jeweils Erzählungen zu mehreren Episoden. In deutscher Übersetzung erschienen sie erstmals ab 1972 im  Williams- bzw. Pabel-Verlag. Die Zählung der Neuauflage im Goldmann-Verlag weicht ab. Zur hier fehlenden Nummer 7 der Williams-Ausgabe siehe Spock Must Die! weiter unten.
- 1 Star Trek (1967; auch: Star Trek 1, 1973)
  - Deutsch: Enterprise 1. Übersetzt von Jannis Kumbulis. Williams SF #1, 1972, ISBN 3-8071-0001-6. Auch als: Wettlauf mit der Zeit. Pabel-Moewig (Terra Astra #213), 1975. Auch als: Der unwirkliche McCoy. Goldmann SF Enterprise #23730, 1985, ISBN 3-442-23730-0.
- 2 Star Trek 2 (1968)
  - Deutsch: Enterprise 2. Übersetzt von Hans Maeter. Williams SF #2, 1972, ISBN 3-8071-0002-4. Auch als: Unternehmen Vernichtung. Übersetzt von Hans Maeter. Pabel-Moewig (Terra Astra #216), 1975. Auch als: Strafplanet Tantalus. Übersetzt von Hans Maeter und Hermann Urbanek. Goldmann SF Enterprise #23731, 1985, ISBN 3-442-23731-9.
- 3 Star Trek 3 (1969)
  - Deutsch: Enterprise 3. Williams SF #3, 1972, ISBN 3-8071-0003-2. Auch als: Die Maschine des Jüngsten Gerichts. Übersetzt von Hans Maeter. Pabel-Moewig (Terra Astra #219), 1975. Auch als: Spock läuft Amok. Übersetzt von Hans Maeter. Pabel-Moewig (Terra Astra #261), 1976.
- 4 Star Trek 4 (1971)
  - Deutsch: Enterprise 4. Übersetzt von Hans Maeter. Williams SF #4, 1972, ISBN 3-8071-0004-0. Auch als: Die Reise nach Babel. Übersetzt von Hans Maeter. Pabel-Moewig (Terra Astra #222), 1975. Auch als: Das Silikonmonster. Übersetzt von Hans Maeter. Goldmann SF Enterprise #23733, 1986, ISBN 3-442-23733-5.
- 5 Star Trek 5 (1972)
  - Deutsch: Enterprise 5. Übersetzt von Hans Maeter. Williams SF #5, 1972, ISBN 3-8071-0008-3. Auch als: Die Straße nach Eden. Übersetzt von Hans Maeter. Moewig Terra Astra #268, 1976. Auch als: Der Asylplanet. Übersetzt von Hans Maeter und Hermann Urbanek. Goldmann SF Enterprise #23734, 1986, ISBN 3-442-23734-3.
- 6 Star Trek 6 (1972)
  - Deutsch: Enterprise 6. Williams SF #6, 1972, ISBN 3-8071-0009-1. Auch als: Die Lichter Zetars. Übersetzt von Hans Maeter. Moewig Terra Astra #228, 1975. Auch als: Die Lichter von Zhetar. Übersetzt von Hans Maeter und Hermann Urbanek. Goldmann SF Enterprise #23735, 1987, ISBN 3-442-23735-1.
- 7 Star Trek 7 (1972)
  - Deutsch: Enterprise 8. Williams SF #8, 1972, ISBN 3-8071-0026-1. / Enterprise 9. Williams SF #9, 1972, ISBN 3-8071-0030-X. Auch als: Metamorphose. Übersetzt von Hans Maeter. Pabel-Moewig (Terra Astra #238), 1976. Auch als: Das Paradies-Syndrom. Übersetzt von Hans Maeter. Pabel-Moewig (Terra Astra #235), 1976.
- 8 Star Trek 8 (1972)
  - Deutsch: Enterprise 10. Williams SF #10, 1973, ISBN 3-8071-0036-9. / Enterprise 11. Williams SF #11, 1973, ISBN 3-8071-0037-7. Auch als: Neuland. Übersetzt von Rosemarie Hammer. Pabel-Moewig (Terra Astra #244), 1976. Auch als: Spocks Gehirn. Übersetzt von Rosemarie Hammer. Pabel-Moewig (Terra Astra #241), 1976. Auch als: Der Doppelgänger. Übersetzt von Rosemarie Hammer und Hermann Urbanek. Goldmann SF Enterprise #23738, 1987, ISBN 3-442-23738-6.
- 9 Star Trek 9 (1973)
  - Deutsch: Enterprise 12. Williams SF #12, 1973, ISBN 3-8071-0044-X. / Enterprise 13. Williams, 1973, ISBN 3-8071-0045-8. Auch als: Rückkehr ins Morgen. Übersetzt von Iannis Kumbulis. Pabel-Moewig (Terra Astra #247), 1976. Auch als: Spocks Mission. Übersetzt von Iannis Kumbulis. Pabel-Moewig (Terra Astra #250), 1976. Auch als: Rückkehr zum Morgen. Übersetzt von Mechtild Sandberg-Ciletti. Goldmann SF Enterprise #23739, 1988, ISBN 3-442-23739-4.
- 10 Star Trek 10 (1974)
  - Deutsch: Omega IV. Pabel-Moewig (Terra Astra #279), 1976. Auch als: Sieben von der Galileo. Pabel-Moewig (Terra Astra #272), 1976. Auch als: Ein kleiner Privatkrieg. Goldmann Science Fiction #23740, 1988, ISBN 3-442-23740-8.
- 11 Star Trek 11 (1975; auch: Day of the Dove, 1985)
  - Deutsch: Brot und Spiele. Übersetzt von Leni Sobez. Pabel-Moewig (Terra Astra #293), 1977. Auch als: Der Junker von Gothos. Übersetzt von Leni Sobez. Pabel-Moewig (Terra Astra #285), 1977.
- 12 Star Trek 12 (1977; mit J. A. Lawrence)
  - Deutsch: Die Enterprise im Orbit. Übersetzt von Lore Straßl. Pabel (Terra Taschenbuch #305), 1978.
- 13 Star Trek 13 (1977)
  - Deutsch: Jenseits der Sterne. Übersetzt von Thomas Hummel und Lore Straßl. Goldmann SF Enterprise #23600, 1989, ISBN 3-442-23600-2.
- 14 Star Trek 14 (1975)
  - Deutsch: Der Tag der Taube. Übersetzt von Leni Sobez und Hermann Urbanek. Goldmann SF Enterprise #23741, 1988, ISBN 3-442-23741-6.

The Star Trek Reader
- 1 The Star Trek Reader (Sammelausgabe von 2,3,8; 1976)
- 2 The Star Trek Reader II (Sammelausgabe von 1,4,9; 1977)
- 3 The Star Trek Reader III (Sammelausgabe von 5–7; 1977)
- 4 The Star Trek Reader IV (Sammelausgabe von 10 und 11 und Roman; 1978)

Star Trek Classic Episodes
- 1 The Classic Episodes 1 (1991; mit J. A. Lawrence)
- 2 The Classic Episodes 2 (1991)
- 3 The Classic Episodes 3 (1991; mit J. A. Lawrence)
- Star Trek: The Classic Episodes (2016; mit J. A. Lawrence)

Sammelausgaben in Kassette (Bantam)
- Star Trek: The Great Adventures (Sammelausgabe von 1–5)
- Star Trek Lives! 1 (Sammelausgabe von 1–6)
- Star Trek: A Collectors Set (Sammelausgabe von 1–8)

Deutsche Sammelausgaben
- Der unwirkliche McCoy / Strafplanet Tantalus / Spock läuft Amok. Goldmann-Taschenbuch #23659, 1992, ISBN 3-442-23659-2 (Sammelausgabe von 1–3).
- Das Paradies-Syndrom / Der Doppelgänger / Rückkehr zum Morgen. Übersetzt von Hans Maeter, Rosemarie Hammer, Mechtild Sandberg-Ciletti und Hermann Urbanek. Goldmann SF #23673, ISBN 978-3-442-23673-2 (Sammelausgabe von 7–9).

Einzelerzählungen
Die hier als Koautoren aufgeführten (Haupt-)Autoren der Originaldrehbücher erscheinen in den englischen Buchausgaben nicht als beteiligte Autoren, wo als Autorenangabe „adaptiert von James Blish“ erscheint.
- Balance of Terror (1967, in: James Blish: Star Trek; mit Paul Schneider)
  - Deutsch: Das Gleichgewicht des Schreckens. In: James Blish: Enterprise 1. 1972.
- Charlie’s Law (1967, in: James Blish: Star Trek; mit Dorothy C. Fontana und Gene Roddenberry)
  - Deutsch: Charlie. In: James Blish: Enterprise 1. 1972. Auch als: Der Fall Charlie. In: James Blish: Der unwirkliche McCoy. Goldmann SF Enterprise #23730, 1985, ISBN 3-442-23730-0.
- The Conscience of the King (1967, in: James Blish: Star Trek; mit Barry Trivers)
  - Deutsch: Das Gewissen des Königs. In: James Blish: Enterprise 1. 1972.
- Dagger of the Mind (1967, in: James Blish: Star Trek; mit S. Bar David)
  - Deutsch: Tantalus. In: James Blish: Enterprise 1. 1972.
- Miri (1967, in: James Blish: Star Trek; mit Adrian Spies)
  - Deutsch: Miri. In: James Blish: Enterprise 1. 1972.
- The Naked Time (1967, in: James Blish: Star Trek; mit John D. F. Black)
  - Deutsch: Wettlauf mit der Zeit. In: James Blish: Enterprise 1. 1972.
- The Unreal McCoy (1967, in: James Blish: Star Trek; auch: Star Trek: The Motion Picture, 1995; mit George Clayton Johnson)
  - Deutsch: Der unwirkliche McCoy. In: James Blish: Enterprise 1. 1972.
- Arena (1968, in: James Blish: Star Trek 2; mit Gene L. Coon)
  - Deutsch: Arena. In: James Blish: Unternehmen Vernichtung. 1972.
- The City on the Edge of Forever (1968, in: James Blish: Star Trek 2; mit Harlan Ellison)
  - Deutsch: Stadt am Rande der Ewigkeit. In: James Blish: Stadt am Rande der Ewigkeit. Moewig Terra Astra #254, 1972. Auch als: Die Stadt am Rande der Ewigkeit. In: James Blish: Strafplanet Tantalus. 1985. Auch als: Die Stadt am Rand der Ewigkeit. In: James Blish: Enterprise 2. Übersetzt von Hans Maeter. Williams SF #2, ISBN 978-3-8071-0002-9.
- Court Martial (1968, in: James Blish: Star Trek 2; mit Stephen W. Carabatsos und Don M. Mankiewicz)
  - Deutsch: Kriegsgericht. In: James Blish: Unternehmen Vernichtung. 1972. Auch als: Kirk unter Anklage. In: James Blish: Strafplanet Tantalus. 1985.
- Errand of Mercy (1968, in: James Blish: Star Trek 2; mit Gene L. Coon)
  - Deutsch: Die Friedensmission. In: James Blish: Unternehmen Vernichtung. 1972. Auch als: Kampf um Organia. In: James Blish: Strafplanet Tantalus. 1985.
- Operation—Annihilate! (1968, in: James Blish: Star Trek 2)
  - Deutsch: Unternehmen Vernichtung. In: Unternehmen Vernichtung. Übersetzt von Hans Maeter. Pabel-Moewig (Terra Astra #216), 1975.
- Space Seed (1968, in: James Blish: Star Trek 2; mit Gene L. Coon und Carey Wilber)
  - Deutsch: Samen des Raums. In: James Blish: Stadt am Rande der Ewigkeit. Moewig Terra Astra #254, 1972. Auch als: Der schlafende Tiger. In: James Blish: Strafplanet Tantalus. 1985.
- A Taste of Armageddon (1968, in: James Blish: Star Trek 2; mit Gene L. Coon und Robert Hammer)
  - Deutsch: Ein Vorgeschmack von Armageddon. In: James Blish: Unternehmen Vernichtung. 1972. Auch als: Ein Vorgeschmack auf Armageddon. In: James Blish: Der unwirkliche McCoy / Strafplanet Tantalus / Spock läuft Amok. Goldmann-Taschenbuch #23659, 1992, ISBN 3-442-23659-2.
- Tomorrow Is Yesterday (1968, in: James Blish: Star Trek 2; mit Dorothy C. Fontana)
  - Deutsch: Morgen ist gestern. In: James Blish: Unternehmen Vernichtung. 1972.
- Amok Time (1969, in: James Blish: Star Trek 3; mit Theodore Sturgeon)
  - Deutsch: Spock läuft Amok. In: James Blish: Enterprise 3. Williams SF #3, 1972, ISBN 3-8071-0003-2.
- Assignment: Earth (1969, in: James Blish: Star Trek 3; mit Gene Roddenberry und Art Wallace)
  - Deutsch: Auftrag: Erde. In: James Blish: Enterprise 3. Williams SF #3, 1972, ISBN 3-8071-0003-2.
- The Doomsday Machine (1969, in: James Blish: Star Trek 3; mit Norman Spinrad)
  - Deutsch: Die Maschine des Jüngsten Gerichts. In: James Blish: Enterprise 3. Williams SF #3, 1972, ISBN 3-8071-0003-2.
- Friday’s Child (1969, in: James Blish: Star Trek 3; mit Dorothy C. Fontana)
  - Deutsch: Das Unglückskind. In: James Blish: Enterprise 3. Williams SF #3, 1972, ISBN 3-8071-0003-2.
- The Last Gunfight (1969, in: James Blish: Star Trek 3; mit Lee Cronin)
  - Deutsch: Die letzte Schießerei. In: James Blish: Enterprise 3. Williams SF #3, 1972, ISBN 3-8071-0003-2.
- Mirror, Mirror (1969, in: James Blish: Star Trek 3; mit Jerome Bixby)
  - Deutsch: Spieglein, Spieglein… In: James Blish: Enterprise 3. Williams SF #3, 1972, ISBN 3-8071-0003-2.
- The Trouble with Tribbles (1969, in: James Blish: Star Trek 3; mit David Gerrold)
  - Deutsch: Die Sache mit den Tribbles. In: James Blish: Enterprise 3. Williams SF #3, 1972, ISBN 3-8071-0003-2.
- The Changeling (1970; mit John Meredyth Lucas)
  - Deutsch: Der Wechselbalg. In: James Blish: Enterprise 8. 1972.
- The Deadly Years (1970; mit David P. Harmon)
  - Deutsch: Die tödlichen Jahre. In: James Blish: Enterprise 9. Williams SF #9, 1972, ISBN 3-8071-0030-X.
- Elaan of Troyius (1970; mit John Meredyth Lucas)
  - Deutsch: Elaan von Troyius. In: James Blish: Enterprise 9. Williams SF #9, 1972, ISBN 3-8071-0030-X.
- Metamorphosis (1970; mit Gene L. Coon)
  - Deutsch: Metamorphose. In: James Blish: Enterprise 9. Williams SF #9, 1972, ISBN 3-8071-0030-X.
- The Paradise Syndrome (1970; mit Margaret Armen)
  - Deutsch: Das Paradies-Syndrom. In: James Blish: Enterprise 8. 1972.
- Who Mourns for Adonais? (1970; auch: Who Mourns for Adonis?, 1991; mit Gene L. Coon und Gilbert A. Ralston)
  - Deutsch: Wer trauert um Apoll? In: James Blish: Enterprise 8. 1972.
- All Our Yesterdays (1971, in: James Blish: Star Trek 4; mit Jean Lisette Aroeste)
  - Deutsch: Alle unsere Gestern. In: James Blish: Enterprise 4. 1972.
- The Devil in the Dark (1971, in: James Blish: Star Trek 4; mit Gene L. Coon)
  - Deutsch: Der Teufel im Dunkel. In: James Blish: Enterprise 4. 1972.
- The Enterprise Incident (1971, in: James Blish: Star Trek 4; mit Dorothy C. Fontana)
  - Deutsch: Der Enterprise-Zwischenfall. In: James Blish: Enterprise 4. 1972.
- Journey to Babel (1971, in: James Blish: Star Trek 4; mit Dorothy C. Fontana)
  - Deutsch: Die Reise nach Babel. In: James Blish: Enterprise 4. 1972.
- The Menagerie (1971, in: James Blish: Star Trek 4; mit Gene Roddenberry)
  - Deutsch: Die Menagerie. In: James Blish: Enterprise 4. 1972.
- A Piece of the Action (1971, in: James Blish: Star Trek 4; mit Gene L. Coon und David P. Harmon)
  - Deutsch: Ein Stück vom Kuchen. In: James Blish: Enterprise 4. 1972.
- The Alternative Factor (1972; mit Don Ingalls)
  - Deutsch: Der Alternativfaktor. In: James Blish: Sieben von der Galileo. Moewig Terra Astra #272, 1976.
- The Apple (1972, in: James Blish: Star Trek 6; mit Gene L. Coon und Max Ehrlich)
  - Deutsch: Der Apfel. In: James Blish: Enterprise 6. 1972.
- By Any Other Name (1972, in: James Blish: Star Trek 6; mit Jerome Bixby und Dorothy C. Fontana)
  - Deutsch: Bei jedem anderen Namen. In: James Blish: Enterprise 6. 1972.
- Catspaw (1972, in: James Blish: Star Trek 8; mit Robert Bloch)
  - Deutsch: Die Katze. In: James Blish: Enterprise 10. 1973.
- The Cloud Minders (1972, in: James Blish: Star Trek 6; mit Margaret Armen, Oliver Crawford und David Gerrold)
  - Deutsch: Die im Dunkel leben. In: James Blish: Enterprise 6. 1972. Auch als: Die im Dunklen leben. In: James Blish: Die Lichter von Zhetar. 1987.
- The Empath (1972; mit Joyce Muskat)
  - Deutsch: Die Einfühlsame. In: James Blish: Sieben von der Galileo. Moewig Terra Astra #272, 1976.
- The Enemy Within (1972, in: James Blish: Star Trek 8; mit Richard Matheson)
  - Deutsch: Der Doppelgänger. In: James Blish: Enterprise 10. 1973.
- For the World Is Hollow and I Have Touched the Sky (1972, in: James Blish: Star Trek 8; mit Rik Vollaerts)
  - Deutsch: Die Welt ist hohl und ich habe den Himmel berührt. In: James Blish: Enterprise 11. 1973.
- The Galileo Seven (1972; mit Oliver Crawford und Simon Wincelberg)
  - Deutsch: Sieben von der Galileo. In: James Blish: Sieben von der Galileo. Moewig Terra Astra #272, 1976.
- Let That Be Your Last Battlefield (1972, in: James Blish: Star Trek 5; mit Oliver Crawford und Lee Cronin)
  - Deutsch: Das letzte Schlachtfeld. In: James Blish: Enterprise 5. 1972.
- The Lights of Zetar (1972, in: James Blish: Star Trek 6; mit Shari Lewis und Jeremy Tarcher)
  - Deutsch: Die Lichter Zetars. In: James Blish: Enterprise 6. 1972. Auch als: Die Lichter von Zhetar. In: James Blish: Die Lichter von Zhetar. 1987.
- The Mark of Gideon (1972, in: James Blish: Star Trek 6; mit Stanley Adams und George F. Slavin)
  - Deutsch: Das Zeichen Gideons. In: James Blish: Enterprise 6. 1972.
- The Omega Glory (1972; mit Gene Roddenberry)
  - Deutsch: Omega IV. In: James Blish: Omega IV. Moewig Terra Astra #279, 1976.
- A Private Little War (1972; mit Don Ingalls und Gene Roddenberry)
  - Deutsch: Ein kleiner Privatkrieg. In: James Blish: Omega IV. Moewig Terra Astra #279, 1976.
- Requiem for Methuselah (1972, in: James Blish: Star Trek 5; mit Jerome Bixby)
  - Deutsch: Requiem für Methusalem. In: James Blish: Enterprise 5. 1972.
- The Savage Curtain (1972, in: James Blish: Star Trek 6; mit Arthur Heinemann und Gene Roddenberry)
  - Deutsch: Präsident Lincoln an Bord, Sir. In: James Blish: Enterprise 6. 1972.
- Spock’s Brain (1972, in: James Blish: Star Trek 8; mit Lee Cronin)
  - Deutsch: Spocks Gehirn. In: James Blish: Enterprise 10. 1973.
- Die Straße nach Eden. Moewig Terra Astra #268, 1972.
- This Side of Paradise (1972, in: James Blish: Star Trek 5; mit Nathan Butler und Dorothy C. Fontana)
  - Deutsch: Diesseits vom Paradies. In: James Blish: Enterprise 5. 1972.
- The Tholian Web (1972, in: James Blish: Star Trek 5; mit Judy Burns und Chet Richards)
  - Deutsch: Das Spinnennetz. In: James Blish: Enterprise 5. 1972.
- Turnabout Intruder (1972, in: James Blish: Star Trek 5; mit Gene Roddenberry und Arthur H. Singer)
  - Deutsch: Der Eindringling. In: James Blish: Enterprise 5. 1972.
- The Way to Eden (1972, in: James Blish: Star Trek 5; mit Arthur Heinemann und Michael Richards)
  - Deutsch: Die Straße nach Eden. In: James Blish: Enterprise 5. 1972.
- Where No Man Has Gone Before (1972, in: James Blish: Star Trek 8; mit Samuel A. Peeples)
  - Deutsch: Neuland. In: James Blish: Enterprise 11. 1973.
- Whom Gods Destroy (1972, in: James Blish: Star Trek 5; mit Lee Erwin und Jerry Sohl)
  - Deutsch: Wen die Götter zerstören. In: James Blish: Enterprise 5. 1972.
- Wolf in the Fold (1972, in: James Blish: Star Trek 8; mit Robert Bloch)
  - Deutsch: Der Wolf in der Hürde. In: James Blish: Enterprise 11. 1973.
- The Immunity Syndrome (1973, in: James Blish: Star Trek 9; mit Robert Sabaroff)
  - Deutsch: Spocks Mission. In: James Blish: Enterprise 13. 1973.
- Obsession (1973, in: James Blish: Star Trek 9; mit Art Wallace)
  - Deutsch: Das Ding. In: James Blish: Enterprise 13. 1973.
- The Return of the Archons (1973, in: James Blish: Star Trek 9; mit Boris Sobelman)
  - Deutsch: Die Rückkehr der Archonier. In: James Blish: Enterprise 13. 1973.
- Return to Tomorrow (1973, in: James Blish: Star Trek 9; mit John T. Dugan und Gene Roddenberry)
  - Deutsch: Rückkehr ins Morgen. In: James Blish: Enterprise 12. 1973.
- That Which Survives (1973, in: James Blish: Star Trek 9; mit Dorothy C. Fontana und John Meredyth Lucas)
  - Deutsch: Das nackte Überleben. In: James Blish: Enterprise 12. 1973.
- The Ultimate Computer (1973, in: James Blish: Star Trek 9; mit Dorothy C. Fontana und Laurence N. Wolfe)
  - Deutsch: Der Supercomputer. In: James Blish: Enterprise 12. 1973.
- Is There in Truth No Beauty? (1974, in: James Blish: Star Trek 10)
  - Deutsch: Muß Schönheit lügen? In: Omega IV. Pabel-Moewig (Terra Astra #279), 1976.
- Bread and Circuses (1975, in: James Blish: Star Trek 11; mit Gene L. Coon und Gene Roddenberry)
  - Deutsch: Brot und Spiele. In: Brot und Spiele. Übersetzt von Leni Sobez. Pabel-Moewig (Terra Astra #293), 1977.
- Day of the Dove (1975, in: James Blish: Star Trek 11; mit Jerome Bixby)
  - Deutsch: Der Tag der Friedenstaube. In: Brot und Spiele. Übersetzt von Leni Sobez. Pabel-Moewig (Terra Astra #293), 1977. Auch als: Der Tag der Taube. In: James Blish: Der Tag der Taube. Übersetzt von Leni Sobez und Hermann Urbanek. Goldmann SF Enterprise #23741, 1988, ISBN 3-442-23741-6.
- Plato’s Stepchildren (1975, in: James Blish: Star Trek 11; mit Meyer Dolinsky)
  - Deutsch: Platos Stiefkinder. In: Brot und Spiele. Übersetzt von Leni Sobez. Pabel-Moewig (Terra Astra #293), 1977.
- The Squire of Gothos (1975, in: James Blish: Star Trek 11; mit Paul Schneider)
  - Deutsch: Der Junker von Gothos. In: Der Junker von Gothos. Übersetzt von Leni Sobez. Pabel-Moewig (Terra Astra #285), 1977.
- What Are Little Girls Made Of? (1975, in: James Blish: Star Trek 11; mit Robert Bloch)
  - Deutsch: Woraus sind kleine Mädchen gemacht? In: Der Junker von Gothos. Übersetzt von Leni Sobez. Pabel-Moewig (Terra Astra #285), 1977.
- Wink of an Eye (1975, in: James Blish: Star Trek 11; mit Lee Cronin und Arthur Heinemann)
  - Deutsch: Nur ein Lidschlag. In: Der Junker von Gothos. Übersetzt von Leni Sobez. Pabel-Moewig (Terra Astra #285), 1977.
- Stadt am Rand der Ewigkeit. Pabel-Moewig (Terra Astra #254), 1976.
- The Corbomite Maneuver (1977, in: J. A. Lawrence und James Blish: Star Trek 12)
  - Deutsch: Das Korbomit-Manöver. In: James Blish: Jenseits der Sterne. Übersetzt von Thomas Hummel und Lore Strassl. Goldmann SF Enterprise #23600, 1989, ISBN 3-442-23600-2.
- The Gamesters of Triskelion (1977, in: J. A. Lawrence und James Blish: Star Trek 12; mit Margaret Armen)
  - Deutsch: Die Spieler von Triskelion. In: James Blish und J.A. Lawrence: Die Enterprise im Orbit. Pabel Terra TB #305, 1980.
- Patterns of Force (1977, in: J. A. Lawrence und James Blish: Star Trek 12; mit John Meredyth Lucas)
  - Deutsch: Das geschichtliche Vorbild. In: James Blish und J.A. Lawrence: Die Enterprise im Orbit. Pabel Terra TB #305, 1980.

Star Trek
Die Reihe wurde 1970 mit Spock Must Die! von Blish begonnen und dann von anderen Autoren fortgesetzt. Es handelt sich bei dieser Reihe um eigenständige Erzählungen aus dem Star-Trek-Universum.
- 1 Spock Must Die! (1970)
  - Deutsch: Enterprise 7. Williams SF #7, 1972, ISBN 3-8071-0029-6. Auch als: Duell der Träume. Übersetzt von Hans Maeter. Pabel-Moewig (Terra Astra #232), 1976.

### Serien und Zyklen
Die Serien sind nach dem Erscheinungsjahr des ersten Teils geordnet.
Pantropy
- Sunken Universe (in: Super Science Stories, May 1942)
- Surface Tension (in: Galaxy Science Fiction, August 1952)
  - Deutsch: Oberflächenspannung. In: James Blish: Auch sie sind Menschen. 1960.
- The Thing in the Attic (in: If, July 1954)
  - Deutsch: Himmel und Hölle. In: James Blish: Auch sie sind Menschen. 1960.
- Watershed (in: If, May 1955)
  - Deutsch: Rückkehr. In: James Blish: Auch sie sind Menschen. 1960.
- A Time to Survive (in: The Magazine of Fantasy and Science Fiction, February 1956; auch: Seeding Program, 1957)
  - Deutsch: Aussaatplan. Auch sie sind Menschen. 1960.
- The Seedling Stars (1957, Sammlung)
  - Deutsch: Auch sie sind Menschen. Übersetzt von Tony Westermayr. Goldmanns Zukunftsromane #12, 1960. Auch als: Auch sie sind Menschen … Übersetzt von Tony Westermayr. Goldmanns Weltraum Taschenbücher #07, 1962.

Cities in Flight / Die fliegenden Städte
- 1 They Shall Have Stars (1956; auch: Year 2018!, 1957)
  - Deutsch: Brücke zur Ewigkeit. Übersetzt von Birgit Reß-Bohusch. Heyne SF&F #3346, 1973. Auch als: Griff nach den Sternen. In: James Blish: Die fliegenden Städte. 1985.
- 2 A Life for the Stars (2 Teile in: Analog Science Fact → Science Fiction, September 1962 ff.)
  - Deutsch: Ein Leben für die Sterne. In: James Blish: Die fliegenden Städte. 1985.
- 3 Earthman, Come Home (1955)
  - Deutsch: Stadt zwischen den Planeten. Übersetzt von Tony Westermayr. Goldmanns Zukunftsromane #6, 1960. Auch als: Erdmensch komm heim. In: James Blish: Die fliegenden Städte. 1985.
- 4 The Triumph of Time (1958; auch: A Clash of Cymbals, 1959)
  - Deutsch: Triumph der Zeit. Übersetzt von Walter Brumm. Heyne SF&F #3365, 1973, ISBN 3-453-30242-7. Auch als: Der Triumph der Zeit. In: James Blish: Die fliegenden Städte. 1985.
- Bindlestiff (in: Astounding Science Fiction, December 1950)
- Okie (in: Astounding Science Fiction, April 1950)
- Bridge (in: Astounding Science Fiction, February 1952; auch: The Bridge, 1973)
- Earthman, Come Home (in: Astounding Science Fiction, November 1953)
  - Deutsch: Überall ist die Erde. In: Ben Bova und Wolfgang Jeschke (Hrsg.): Titan 13. Heyne SF&F #3691, 1980, ISBN 3-453-30611-2. Auch als: Die fliegende Stadt. In: Abenteuer Weltraum 2. Bastei Lübbe Science Fiction Special #24051, 1984, ISBN 3-404-24051-0.
- Sargasso of Lost Cities (in: Two Complete Science-Adventure Books, Spring 1953)
- At Death’s End (in: Astounding Science Fiction, May 1954)
- Cities in Flight (Sammelausgabe von 1–4; 1970)
  - Deutsch: Die fliegenden Städte. Übersetzt von Ralph Tegtmeier. Bastei Lübbe Science Fiction Special #24073, 1985, ISBN 3-404-24073-1.

After Such Knowledge
- 1 Doctor Mirabilis (1964; auch: Dr. Mirabilis, 1991)
- 2 Black Easter / The Day After Judgment (1980; auch: The Devil’s Day, 1990)
- 3 A Case of Conscience (1958)
  - Deutsch: Der Gewissensfall. Übersetzt von Walter Brumm. Heyne SF&F #3334, 1973. Auch als: Der Gewissensfall : Science-fiction-Roman. Übersetzt von Walter Brumm. Heyne-Bücher #3334, München 1973, DNB 740075683.
- After Such Knowledge (1991)

The Devil’s Day:
- 1 Faust Aleph-Null (3 Teile in: If, August 1967 ff.; auch: Black Easter, 1990; auch: Black Easter, or Faust Aleph-Null, 1969; auch: Black Easter or Faust Aleph-Null, 1968)
  - Deutsch: Der Hexenmeister. Übersetzt von Richard Paul. Heyne Allgemeine Reihe #5059, 1974, ISBN 3-453-00380-2.
- 2 The Day After Judgment (in: Galaxy Magazine, August-September 1970)
  - Deutsch: Der Tag nach dem jüngsten Gericht. Übersetzt von Birgit Reß-Bohusch. Heyne SF&F #3390, 1974, ISBN 3-453-30285-0.

Heart Stars
- 1 The Star Dwellers (1961)
  - Deutsch: Das Zeichen des Blitzes. Übersetzt von Tony Westermayr. Goldmanns Zukunftsromane #44, 1963.
- 2 Mission to the Heart Stars (1965)

A Torrent of Faces / Tausend Milliarden glückliche Menschen
- The Shipwrecked Hotel (in: Galaxy Magazine, August 1965; mit Norman L. Knight)
- The Piper of Dis (in: Galaxy Magazine, August 1966; mit Norman L. Knight)
  - Deutsch: Der Katalyt. In: Walter Ernsting und Thomas Schlück (Hrsg.): Galaxy 11. Heyne SF&F #3128, 1968.
- To Love Another (in: Analog Science Fiction → Science Fact, April 1967; mit Norman L. Knight)
- A Torrent of Faces (1967; mit Norman L. Knight)
  - Deutsch: Tausend Milliarden glückliche Menschen. Übersetzt von Helga Wingert-Uhde. Marion von Schröder (Science Fiction & Fantastica), 1969.

### Einzelromane
- Jack of Eagles (1949; auch: ESPer, 1958)
  - Deutsch: Terras letzte Chance. Übersetzt von Heinz Bingenheimer. Widukind / Gebrüder Zimmermann (Widukind Zukunftsroman), 1962. Auch als: Der Psi-Mann. Übersetzt von Wulf H. Bergner. Heyne SF&F #3153, 1969.
- Sword of Xota (in: Two Complete Science-Adventure Books, Summer 1951; auch: The Warriors of Day, 1953)
  - Deutsch: Das Rätsel von Xotha. Übersetzt von Tony Westermayr. Goldmann Science Fiction #23390, 1981, ISBN 3-442-23390-9.
- The Duplicated Man (in: Dynamic Science Fiction, August 1953; auch: The Duplicated Man; mit Robert A. W. Lowndes)
  - Deutsch: Der kopierte Mann. Bastei Lübbe Science Fiction Action #21155, 1982, ISBN 3-404-21155-3.
- One-Shot (Kurzroman in: Astounding Science Fiction, August 1955)
- To Pay the Piper (Kurzroman in: If, February 1956)
  - Deutsch: Der Tod der Städte. In: James Blish: Eine Handvoll Sterne. 1974.
- The Frozen Year (1957; auch: Fallen Star)
- Get Out of My Sky (1957)
  - Deutsch: Der Prophet von Thrennen. Übersetzt von Eduard Lukschandl. Pabel Utopia #531, 1967.
- VOR (1958)
- A Clash of Cymbals (1958)
  - Deutsch: Triumph der Zeit. Übersetzt von Walter Brumm. Heyne SF&F #3365, 1973, ISBN 3-453-30242-7. Auch als: Der Triumph der Zeit. In: James Blish: Die fliegenden Städte. 1985.
- … And All the Stars a Stage (2 Teile in: Amazing Science Fiction Stories, June 1960 ff.; auch: And All the Stars a Stage, 1974)
  - Deutsch: Die Supernova. Übersetzt von Tony Westermayr. Goldmann Science Fiction #0209, 1975, ISBN 3-442-23209-0.
- Titan’s Daughter (1961)
  - Deutsch: Die Tochter des Giganten. Pabel Utopia #384, 1963.
- The Day After Judgement (1961)
  - Deutsch: Der Tag nach dem jüngsten Gericht. Übersetzt von Birgit Reß-Bohusch. Heyne SF&F #3390, 1974, ISBN 3-453-30285-0.
- The Night Shapes (1962)
- The Hour Before Earthrise (3 Teile in: If, July 1966 ff.; auch: Welcome to Mars!, 1967)
- The Vanished Jet (1968)
- Midsummer Century (1972, Kurzroman)
  - Deutsch: Zeit der Vögel. Übersetzt von Yoma Krapf-Cap. Heyne SF&F #3381, 1974, ISBN 3-453-30258-3.
- The Quincunx of Time (1973)
  - Deutsch: Der Zeitagent. Übersetzt von Tony Westermayr. Goldmann Science Fiction #23398, 1982, ISBN 3-442-23398-4.
- The Bridge (2013, Kurzroman)

### Sammlungen
- Galactic Cluster (1959)
  - Deutsch: Eine Handvoll Sterne. Übersetzt von Tony Westermayr. Goldmann Science Fiction #0186, 1974, ISBN 3-442-23186-8.
- So Close to Home (1961)
- Best Science Fiction Stories of James Blish (1965; auch: Best SF Stories of James Blish, 1973, auch: The Testament of Andros, 1977)
  - Deutsch: Welten im All. Übersetzt von Eva Eppers und Leo P. Kreysfeld. Bastei Lübbe Science Fiction Bestseller #22107, 1987, ISBN 3-404-22107-9.
- Anywhen (1970)
  - Deutsch: Irgendwann. Übersetzt von Norbert Wölfl. Goldmann Science Fiction #0179, 1973, ISBN 3-442-23179-5.
- Midsummer Century (1974)
- The Best of James Blish (1979)
- Get Out of My Sky and There Shall Be No Darkness (1980)
- The Seedling Stars / Galactic Cluster (1983, Sammelausgabe)
- A Work of Art and Other Stories (1993)
- With All of Love: Selected Poems (1995)
- A Dusk of Idols and Other Stories (1996)
- In This World, or Another (2003)
- Works of Art (2008)
- Flights of Eagles (2009)
- Black Easter / The Day After Judgement / The Seedling Stars (2013, Sammelausgabe)

### Kurzgeschichten
1935
- Neptunian Refuge (in: The Planeteer, November 1935)
- Mad Vision (in: The Planeteer, December 1935)

1936
- Pursuit into Nowhere (in: The Planeteer, January 1936)
- Threat from Copernicus (in: The Planeteer, February 1936)
- Trail of the Comet (in: The Planeteer, March 1936)
- Bat-Shadow Shroud (in: The Planeteer, April 1936)

1940
- Emergency Refueling (in: Super Science Stories, March 1940)
- Bequest of the Angel (in: Super Science Stories, May 1940)

1941
- Citadel of Thought (in: Stirring Science Stories, February 1941)
- Callistan Cabal (in: Stirring Science Stories, April 1941)
- Weapon Out of Time (in: Science Fiction Quarterly, Spring 1941)
- Phoenix Planet (in: Cosmic Stories, May 1941)
- The Real Thrill (in: Cosmic Stories, July 1941)
- The Topaz Gate (in: Future Fiction, August 1941)
- Solar Plexus (in: Astonishing Stories, September 1941)
  - Deutsch: Das lebende Raumschiff. In: Robert Silverberg (Hrsg.): Menschen und Maschinen. Moewig (Terra Taschenbuch #181), 1970. Auch als: Solarplexus. In: Isaac Asimov und Martin H. Greenberg (Hrsg.): Die besten Stories von 1941. Moewig (Playboy Science Fiction #6713), 1981, ISBN 3-8118-6713-X.
- When Anteros Came (1941, in: Science Fiction Quarterly, Winter 1941-1942)

1942
- The Solar Comedy (in: Future Combined with Science Fiction, June 1942)
- The Air Whale (in: Future Combined with Science Fiction, August 1942)

1944
- The Bounding Crown (in: Super Science and Fantastic Stories, December 1944)

1946
- Knell (in: Science*Fiction, #1, January, 1946)
- Chaos, Co-Ordinated (in: Astounding Science Fiction, October 1946; mit Robert A. W. Lowndes)

1948
- Mistake Inside (in: Startling Stories, March 1948)
- Scrapple at the Crease (in: Robert A. W. Lowndes (Hrsg.): Sports Fiction, July 1948)
- Against the Stone Beasts (in: Planet Stories, Fall 1948)
- No Winter, No Summer (in: Thrilling Wonder Stories, October 1948; mit Damon Knight)
- Tiger Ride (in: Astounding Science Fiction, October 1948; mit Damon Knight)
- Serpent’s Fetish (1948, in: Jungle Stories, Winter 1948-1949)

1949
- The Weakness of RVOG (in: Thrilling Wonder Stories, February 1949; mit Damon Knight)
- The Box (in: Thrilling Wonder Stories, April 1949)
  - Deutsch: Die Falle. In: Peter Naujack (Hrsg.): Roboter. Diogenes, 1962.
- The Homesteader (in: Thrilling Wonder Stories, June 1949)
- Let the Finder Beware (in: Thrilling Wonder Stories, December 1949)

1950
- There Shall Be No Darkness (in: Thrilling Wonder Stories, April 1950)
  - Deutsch: Wenn die Wolfsblume blüht. In: Günter M. Schelwokat (Hrsg.): 7 Werwolf-Stories. Heyne-Anthologien #27, 1968.
- Battle of the Unborn (in: Future Combined with Science Fiction Stories, May/June 1950; auch: Struggle in the Womb, 1961)
- The Bore (in: Fantastic Story Quarterly, Summer 1950)
- The Secret People (in: Future Combined with Science Fiction Stories, November 1950; mit Damon Knight)

1951
- The Void Is My Coffin (in: Imagination, June 1951)
- Blackout in Cygni (in: Planet Stories, July 1951)
- Elixir (in: Future Combined with Science Fiction Stories, September 1951)

1952
- Beanstalk (1952, in: Kendell Foster Crossen (Hrsg.): Future Tense; auch: Giants in the Earth, 1956)

1953
- Testament of Andros (in: Future Science Fiction, January 1953)
  - Deutsch: Das Testament von Andros. In: James Blish: Welten im All. 1987.
- Turn of a Century (in: Dynamic Science Fiction, March 1953)
  - Deutsch: Warten auf das Jahr 2000. In: Ivan Howard (Hrsg.): Gespenst aus der Zukunft. Moewig (Terra Taschenbuch #175), 1970.
- First Strike (in: The Magazine of Fantasy and Science Fiction, June 1953)
- Common Time (1953, in: Frederik Pohl (Hrsg.): Shadow of Tomorrow)
  - Deutsch: Zwischen Zeit und Unendlichkeit. In: Helmuth W. Mommers und Arnulf D. Krauß (Hrsg.): 8 Science Fiction Stories. Heyne-Anthologien #23, 1967. Auch als: Die gewöhnliche Zeit. In: James Blish: Eine Handvoll Sterne. 1974. Auch als: Im Griff der Zeit. In: Hans Joachim Alpers und Werner Fuchs (Hrsg.): Die Fünfziger Jahre I. Hohenheim (Edition SF im Hohenheim Verlag), 1981, ISBN 3-8147-0010-4. Auch als: Normalzeit. In: James Blish: Welten im All. 1987.
- A Case of Conscience (in: If, September 1953)
- FYI (1953, in: Frederik Pohl (Hrsg.): Star Science Fiction Stories No. 2)
  - Deutsch: ZII. In: Frederik Pohl und Wolfgang Jeschke (Hrsg.): Titan 1. Heyne SF&F #3487, 1976, ISBN 3-453-30357-1.

1954
- Beep (in: Galaxy Science Fiction, February 1954)
  - Deutsch: Störgeräusch. In: Galaxis Science Fiction, #9. Moewig, 1958. Auch als: Stimmen aus der Zukunft. In: James Blish: Eine Handvoll Sterne. 1974. Auch als: Pieps. In: Brian W. Aldiss und Wolfgang Jeschke (Hrsg.): Titan 20. Heyne SF&F #3991, 1983, ISBN 3-453-30926-X.
- The Thing in the Attic (1954)
  - Deutsch: Himmel und Hölle. In: James Blish: Auch sie sind Menschen. Goldmanns Weltraum Taschenbücher #7, 1960.

1955
- The Book of Your Life (in: The Magazine of Fantasy and Science Fiction, March 1955)
- Translation (in: Fantastic Universe, March 1955)
- With Malice to Come (3 Vignettes) (in: The Magazine of Fantasy and Science Fiction, May 1955)
- King of the Hill (in: Infinity Science Fiction, November 1955)
  - Deutsch: Die Höhle aus Metall. In: James Blish: Eine Handvoll Sterne. 1974.

1956
- A Matter of Energy (1956, in: Anthony Boucher (Hrsg.): The Best from Fantasy and Science Fiction, Fifth Series)
- Sponge Dive (in: Infinity Science Fiction, June 1956)
- Tomb Tapper (in: Astounding Science Fiction, July 1956)
  - Deutsch: Der Gedankenleser. In: James Blish: Eine Handvoll Sterne. 1974. Auch als: Grablauscher. In: James Blish: Welten im All. 1987.
- Art-Work (in: Science Fiction Stories, July 1956; auch: A Work of Art, 1959)
  - Deutsch: Ein Kunstwerk. In: James Blish: Eine Handvoll Sterne. 1974.
- Writing of the Rat (in: Galaxy Science Fiction, July 1956; auch: The Writing of the Rat, 1983)
  - Deutsch: Die Rattenschrift. In: James Blish: Irgendwann. 1973.
- The Genius Heap (in: Galaxy Science Fiction, August 1956; auch: The Dark Night of the Soul, 1966)
- Detour to the Stars (in: Infinity Science Fiction, December 1956)
- Seeding Programme (1956)
  - Deutsch: Aussaatplan. In: James Blish: Auch sie sind Menschen. Goldmanns Weltraum Taschenbücher #7, 1960.
- To Pay the Piper (1956)
  - Deutsch: Der Tod der Städte. In: James Blish: Eine Handvoll Sterne. 1974.

1957
- Get Out of My Sky (2 Teile in: Astounding Science Fiction, January 1957 ff.)
  - Deutsch: Der Prophet von Thrennen. Übersetzt von Eduard Lukschandl. Pabel (Utopia Zukunftsroman #531), 1967.
- Two Worlds in Peril (in: Science Fiction Adventures, February 1957; mit Phil Barnhart)
- Nightride and Sunrise (in: Authentic Science Fiction, #83 (August) 1957; mit Jerome Bixby)
- Nor Iron Bars (in: Infinity Science Fiction, November 1957)
  - Deutsch: Das Tor zu den Sternen. In: James Blish: Eine Handvoll Sterne. 1974.

1959
- This Earth of Hours (in: The Magazine of Fantasy and Science Fiction, June 1959)
- The Masks (in: The Magazine of Fantasy and Science Fiction, November 1959)

1960
- The Oath (in: The Magazine of Fantasy and Science Fiction, October 1960)
  - Deutsch: Der Eid. In: James Blish: Welten im All. 1987.
- And Some Were Savages (in: Amazing Stories, November 1960)
  - Deutsch: Und einige waren Wilde. In: James Blish: Irgendwann. 1973.

1961
- The Abattoir Effect (1961, in: James Blish: So Close to Home)
- A Dusk of Idols (in: Amazing Stories, March 1961)
  - Deutsch: Götzendämmerung. In: James Blish: Irgendwann. 1973.

1962
- Who’s in Charge Here? (in: The Magazine of Fantasy and Science Fiction, May 1962)
- On the Wall of the Lodge (in: Galaxy Magazine, June 1962; mit Virginia Kidd)
  - Deutsch: An der Wand der Jagdhütte. In: Franz Rottensteiner (Hrsg.): Die Ratte im Labyrinth. Insel (Phantastische Wirklichkeit: Science Fiction der Welt), 1971.
- None Is Blind (1962)
  - Deutsch: Kein schlechter Tag. In: James Blish: Irgendwann. 1973.

1965
- No Jokes on Mars (in: The Magazine of Fantasy and Science Fiction, October 1965)
  - Deutsch: Keine Witze auf dem Mars. In: James Blish: Irgendwann. 1973.

1966
- A Hero’s Life (in: Impulse, March 1966)
- How Beautiful With Banners (1966, in: Damon Knight (Hrsg.): Orbit 1)
  - Deutsch: Auf Titan. In: Damon Knight (Hrsg.): Damon Knight’s Collection 1. Fischer Taschenbuch (Fischer Orbit #1), 1972, ISBN 3-436-01477-X. Auch als: Fröhlich flattern die Fahnen. In: James Blish: Irgendwann. 1973. Auch als: Vermählung unter Saturnringen. In: James Blish: Welten im All. 1987.

1968
- Skysign (in: Analog Science Fiction → Science Fact, May 1968)
- Now That Man Is Gone (in: If, November 1968)

1969
- Our Binary Brothers (in: Galaxy Magazine, February 1969)
- The City That Was the World (in: Galaxy Magazine, July 1969)
- We All Die Naked (1969, in: Three for Tomorrow)
  - Deutsch: Wir alle sterben nackt. In: James Blish: Welten im All. 1987.

1970
- A Style in Treason (in: Galaxy Magazine, May 1970)
  - Deutsch: Verrat mit Stil. In: James Blish: Irgendwann. 1973.
- None So Blind (1970, in: James Blish: Anywhen)
  - Deutsch: Kein schlechter Tag. In: James Blish: Irgendwann. 1973.
- Darkside Crossing (in: Galaxy Magazine, December 1970)
- More Light (1970, in: Anne McCaffrey (Hrsg.): Alchemy and Academe)
- Statistician’s Day (1970, in: Anthony Cheetham (Hrsg.): Science Against Man)

1972
- Getting Along (1972, in: Harlan Ellison (Hrsg.): Again, Dangerous Visions; mit J. A. Lawrence)
- Midsummer Century (in: The Magazine of Fantasy and Science Fiction, April 1972)
  - Deutsch: Zeit der Vögel. Heyne SF&F #3381, 1974, ISBN 3-453-30258-3.
- A light to fight by (in: Penthouse, June 1972)
- Is There No Truth in Beauty? (1972; mit Jean Lisette Aroeste)
  - Deutsch: Muß Schönheit lügen? In: James Blish: Omega IV. Moewig Terra Astra #279, 1976.
- Who Mourns For Adonis? (1972; mit Gene L. Coon und Gilbert A. Ralston)
  - Deutsch: Wer trauert um Apoll? In: James Blish: Das Paradies-Syndrom / Der Doppelgänger / Rückkehr zum Morgen. Übersetzt von Hans Maeter, Rosemarie Hammer, Mechtild Sandberg-Ciletti und Hermann Urbanek. Goldmann SF #23673, ISBN 978-3-442-23673-2.

1973
- A True Bill: A Chancel Drama in One Act (1973, in: Roger Elwood (Hrsg.): Ten Tomorrows)

1974
- The Price of a Drink (1974, in: Roger Elwood (Hrsg.): The Berserkers)
- The Glitch (in: Galaxy, June 1974; mit L. Jerome Stanton)
  - Deutsch: Der Glitsch. In: Science-Fiction-Stories 73. Ullstein 2000 #146 (3515), 1978, ISBN 3-548-03515-9.

1982
- The Art of the Sneeze (in: The Magazine of Fantasy & Science Fiction, November 1982)

1986
- The White Empire (in: Fantasy Book, September 1986; mit J. A. Lawrence)

2008
- Making Waves (2008, in: James Blish: Works of Art)

### Anthologien
- New Dreams This Morning (1966)
- Nebula Award Stories 5 (1970)
  - Deutsch: Ein Junge und sein Hund und andere „Nebula“-Preis-Stories 2. Moewig (Playboy Science Fiction #6723), 1981, ISBN 3-8118-6723-7.

### Sachliteratur
- The Issue at Hand: Studies in Contemporary Magazine Science Fiction (1964)
- More Issues at Hand (1971)
- The Tale That Wags the God (1987)